# نواه راویره
نواه راویره (انگلیسی: Noah Raveyre؛ زادهٔ ۲۲ ژوئن ۲۰۰۵) بازیکن فوتبال اهل فرانسه است که در حال حاضر برای باشگاه فوتبال میلان فوتورو، تیم دوم باشگاه آ.ث. میلان بازی می‌کند. 
وی همچنین در تیم‌های ملی فوتبال زیر ۱۷ سال فرانسه و زیر ۱۹ سال فرانسه بازی کرده است.